# Pirates of the Sea
Pirates of the Sea är en grupp som i maj 2008 tävlade för Lettland i Eurovision Song Contest i Belgrad i Serbien med låten Wolves of the Sea, skriven av svenskarna Jonas Liberg, Johan Sahlen, Claes Andreasson och Torbjörn Wassenius, sedan melodin den 1 mars 2008 vunnit den lettiska uttagningen i Ventspils.
Vid Eurovision Song Contest gick låten till final, och slutade på 12:e plats.

### Fotnoter
1. ↑  Linda Lundin (2 mars 2008). ”Svensk vinst i Lettland” (på svenska). Aftonbladet. https://www.aftonbladet.se/nojesbladet/a/1kovMK/svensk-vinst-i-lettland. Läst 9 mars 2020.